# Пинский, Семён Борисович
Семён Бори́сович Пи́нский (26 февраля 1936, Киев — 1 сентября 2020, Иркутск) — советский и российский хирург, доктор медицинских наук, заслуженный врач Российской Федерации, заслуженный деятель науки Российской Федерации, профессор кафедры общей хирургии, почетный профессор Иркутского государственного медицинского университета, почётный гражданин города Иркутска, член редакционной коллегии Сибирского медицинского журнала.

## Биография
В 1959 г. с отличием окончил Иркутский медицинский институт. Вся профессиональная деятельность Семёна Борисовича связана с одним лечебным учреждением, базой кафедры общей хирургии — Иркутской городской клинической больницей № 1. В 1959—1961 гг. — он проходил ординатуру на кафедре общей хирургии Иркутского медицинского института, в 1961—1964 гг. — работал хирургом Иркутской городской клинической больницы. С 1964 г. избирается на кафедру общей хирургии Иркутского государственного медицинского института, последовательно на должности ассистента, доцента (1970), профессора (1975), заведующего кафедрой (1982—2009), профессора (с 2009). С 1988 по 2005 гг. одновременно работает проректором по лечебной работе. В 1990 г. при участии Семёна Борисовича впервые в России был организован Центр по подготовке и переподготовке врачебных кадров на внебюджетной основе. С. Б. Пинский был первым деканом вновь организованного факультета повышения квалификации и профессиональной переподготовки специалистов. Тысячи врачей прошли переподготовку по своей специальности, улучшили знания и практические навыки. Под его руководством была проведена диспансеризация детей Иркутской области.
Практическая хирургическая деятельность и научные интересы С. Б. Пинского очень разнообразны и посвящены вопросам хирургической эндокринологии, плановой и экстренной хирургии органов брюшной полости, гнойной хирургии, эндоскопии и интенсивной терапии. Ещё за время учёбы в институте он выполнил пять научных работ, три из которых были опубликованы в научной печати, а одна была отмечена грамотой МЗ СССР. В 1964 г. защитил кандидатскую диссертацию на тему «Клиника и хирургическое лечение тиреотоксикоза в детском возрасте», а в 1974 г. — докторскую на тему «Функциональное состояние системы гипофиз — кора надпочечников и водно-электролитный обмен у больных язвенной болезнью желудка и двенадцатиперстной кишки и раком желудка до и после операции». Он автор 400 печатных научных работ, 6 монографий, 10 свидетельств и патентов на изобретения. Под его руководством выполнены и защищены 5 докторских и 16 кандидатских диссертаций, издано 8 сборников научных работ.
С. Б. Пинский внес огромный вклад в развитие эндокринной хирургии. Семен Борисович достойный ученик и продолжатель основателя эндокринной хирургии в Иркутской области, профессора Аси Ильиничны Соркиной. В клинике за 50 лет (1955—2005) успешно выполнены более 12000 операций по поводу различных заболеваний щитовидной железы, надпочечников, паращитовидных желез. Из них более 4000 операций выполнены им лично или с его участием. Он является основателем и бессменным руководителем Иркутского областного центра хирургической эндокринологии (1978). В разные годы в отделении были внедрены современные и информативные методы исследования щитовидной железы: тиреоидолимфография, ультразвуковое исследование, иммунологические исследования, пункционная биопсия и трепанобиопсия, функциональная ультразвуковая доплерография, динамическое ультразвуковое исследование, прицельная трепанобиопсия под контролем УЗИ, склеротерапия узловых образований щитовидной железы.
Более 160 научных публикаций С. Б. Пинского посвящены практически всем разделам эндокринной хирургии. Изданная в издательстве «Медицина» монография «Заболевания щитовидной железы у детей» в соавторстве с профессорами О. В. Николаевым и М. А. Жуковским, явилась первой в стране, в которой были освещены все основные заболевания щитовидной железы у детей. Монографии «Редкие заболевания щитовидной железы» (1989) и «Редкие опухоли и заболевания щитовидной железы» (1999), основанные на анализе литературных и собственных данных, являются первыми в отечественной и мировой литературе, посвященные этой проблеме.
С. Б. Пинский избирался членом Правления Всесоюзного и Всероссийского общества эндокринологов, членом Правления Ассоциации эндокринологов России, является почетным членом Ассоциации хирургов Иркутской области. Он выступал с докладами на всех Всесоюзных и Российских эндокринологических съездах, конференциях, симпозиумах, международных научных форумах (Япония, Турция, Израиль, Монголия). Являлся членом оргкомитета и редколлегии ежегодных Российских симпозиумов по хирургической эндокринологии. В 2002 г. в составе коллектива авторов был удостоен звания Лауреата премии губернатора Иркутской области по науке и технике за работу «Профилактика, раннее выявление, диагностика и лечение заболеваний щитовидной железы в Иркутской области». В 2005 г. в соавторстве в издательстве «Медицина» опубликована монография «Диагностика заболеваний щитовидной железы».
С. Б. Пинский активно сотрудничал с Монгольским медицинским университетом. Под его руководством 2 сотрудника этого университета успешно защитили кандидатскую и докторскую диссертации.
Семён Борисович осуществлял большую консультативную работу в МУЗ «Клинической больнице № 1 г. Иркутска», Иркутском областном консультативно-диагностическом центре и в других лечебных учреждениях у больных с различной хирургической эндокринной патологией.
Много внимания Семен Борисович уделял обучению, воспитанию и профессиональному росту своих учеников. Под его руководством в клинике освоены и внедрены разнообразные хирургические операции и эндоскопические исследования.
В 1983 г. был избран депутатом Октябрьского районного Совета народных депутатов. В течение 2 созывов был депутатом и председателем постоянной комиссии по здравоохранению Иркутского городского Совета народных депутатов (1985—1989).
С. Б. Пинский был высококвалифицированным преподавателем, обладал талантом лектора, много внимания уделял совершенствованию учебной и методической работы на кафедре и в ИГМУ, подготовке молодых хирургов, привлекая их к активной научно-исследовательской работе. При его непосредственном участии в 1972 и в 1973 гг. впервые в мединституте был проведен письменный тестовый экзамен по общей хирургии на лечебном факультете.
С 1984 г. на 3 курсе лечебного факультета по инициативе Семёна Борисовича регулярно проводится ставший весьма популярным в институте конкурс по УИРСу, который позволяет студентам не только продемонстрировать свои знания по предмету, но и раскрыть свои творческие способности.

## Основные печатные работы
1. Пинский С. Б., Калинин А. П., Белобородов В. А. Диагностика заболеваний щитовидной железы. — Иркутск, 2000.
2. Пинский С. Б., Калинин А. П., Белобородов В. А. и др. Редкие опухоли и заболевания щитовидной железы. — Иркутск, 1999.
3. Пинский С. Б., Калинин А. П., Кругляков И. М. Редкие заболевания щитовидной железы. — Иркутск, 1989.
4. Пинский С. Б., Дворниченко В. В., Калинин А. П., Репета О. Р., Белобородов В. А. Диагностика и лечение редких злокачественных опухолей щитовидной железы. — Новосибирск: Наука, 2010. — 268 с.